# アニエス・ゴダール
アニエス・ゴダール（Agnès Godard、1951年5月28日 - ）は、フランスの撮影監督である。

## 来歴
シェール県出身。1980年、高等映画学院を卒業した。長年にわたり、クレール・ドニ監督作品の撮影を手がけている。2018年、ウェブサイト『IndieWire』で「21世紀における最良の撮影監督たち」の25人のうちの1人に選出された。

## フィルモグラフィー

### 長編映画
- ジャック・ドゥミの少年期 Jacquot de Nantes （1991年）
- パリ、18区、夜。 J'ai pas sommeil （1994年）
- ネネットとボニ Nénette et Boni （1996年）
- 天使が見た夢 La Vie rêvée des anges （1998年）
- 美しき仕事 Beau Travail （1999年）
- 人生なんて怖くない La vie ne me fait pas peur （1999年）
- ヌーヴェル・イヴ La Nouvelle Ève （1999年）
- 彼女たちの時間 La Répétition （2001年）
- ガーゴイル Trouble Every Day （2001年）
- 逢いたくて Au plus près du paradis （2002年）
- かげろう Les Égarés （2003年）
- 幸せになるための恋のレシピ Ensemble, c'est tout （2007年）
- 35杯のラムショット 35 rhums （2008年）
- 熟れた本能 Partir （2009年）
- 消えたシモン・ヴェルネール Simon Werner a disparu... （2010年）
- シモンの空 L'Enfant d'en haut （2012年）
- マルタのことづけ Los insólitos peces gato （2013年）
- バスターズ-悪い奴ほどよく眠る- Les Salauds （2013年）
- 間奏曲はパリで La Ritournelle （2014年）
- レット・ザ・サンシャイン・イン Un beau soleil intérieur （2017年）

### 短編映画
- キープ・イット・フォー・ユアセルフ Keep It for Yourself （1991年） （オムニバス映画『フィガロ・ストーリー』の一編）
- ジャン＝リュック・ナンシーとの対話 Vers Nancy （2002年） （オムニバス映画『10ミニッツ・オールダー』の一編）

### テレビ映画
- 666号室 Chambre 666 （1982年）

## 受賞
- 2001年 - 第35回全米映画批評家協会賞 - 最優秀撮影賞（『美しき仕事』）[5]
- 2001年 - 第26回セザール賞 - 最優秀撮影賞（『美しき仕事』）[6]

## 関連文献
- Vincentelli, Elisabeth (2000年4月4日). “Agnes Godard's Candid Camera”. Village Voice. 2018年10月23日閲覧。
- Talu, Yonca (2018年8月2日). “Interview: Agnès Godard”. Film Comment. 2018年10月23日閲覧。